# Kamerunische Basketballnationalmannschaft der Damen
Die kamerunische Basketballnationalmannschaft der Damen ist die Auswahl kamerunischer Basketballspielerinnen, welche die Fédération Camerounaise de Basketball auf internationaler Ebene, beispielsweise in Freundschaftsspielen gegen die Auswahlmannschaften anderer nationaler Verbände, aber auch bei internationalen Wettbewerben repräsentiert. Größter Erfolg waren die dritten Plätze bei den Afrikameisterschaften 1993 und 1994. 1965 trat der nationale Verband dem Weltverband Fédération Internationale de Basketball (FIBA) bei. Im Juni 2014 wurde die Mannschaft auf dem 47. Platz in der Weltrangliste der Frauen geführt.

## Internationale Wettbewerbe

### Kamerun bei Weltmeisterschaften
Die Mannschaft konnte sich bisher nicht für eine Weltmeisterschaft qualifizieren.

### Kamerun bei Olympischen Spielen
Bisher gelang es der Mannschaft nicht, sich für die olympischen Basketballwettbewerbe zu qualifizieren.

### Kamerun bei Afrikameisterschaften
Die Mannschaft kann bisher neun Teilnahmen an der Afrikameisterschaft vorweisen:
| - 1966: nicht qualifiziert - 1968: nicht qualifiziert - 1970: nicht qualifiziert - 1974: nicht qualifiziert - 1977: nicht qualifiziert - 1979: nicht qualifiziert - 1981: nicht qualifiziert - 1983: 3. Platz - 1984: 3. Platz - 1986: 4. Platz - 1990: nicht qualifiziert | - 1993: nicht qualifiziert - 1994: nicht qualifiziert - 1997: 7. Platz - 2000: nicht qualifiziert - 2003: 8. Platz - 2005: nicht qualifiziert - 2007: 6. Platz - 2009: 7. Platz - 2011: 6. Platz - 2013: 4. Platz |

### Kamerun bei den Afrikaspielen
Die Damen-Basketballnationalmannschaft Kameruns nahm bisher zweimal an den Wettbewerben der Afrikaspiele teil. 1978 gewann die Mannschaft die Silbermedaille, 2011 belegte sie den neunten Rang.